# Fissilicreagris macilenta
Espèce
Synonymes
- Obisium macilentum Simon, 1878
- Microcreagris duncani Chamberlin, 1930

Fissilicreagris macilenta est une espèce de pseudoscorpions de la famille des Neobisiidae.

## Distribution
Cette espèce est endémique de Californie aux États-Unis. Elle se rencontre dans les comtés de Mariposa, de San Mateo et de Santa Clara.

## Description
L'holotype mesure 2,5 mm.

## Systématique et taxinomie
Cette espèce a été décrite sous le protonyme Obisium macilentum par Simon en 1878. Elle est placée dans le genre Microcreagris par Beier en 1932 puis dans le genre Fissilicreagris par Muchmore en 1994.

## Publication originale
- Simon, 1878 : Descriptions de quelques Cheliferidae de Californie. Annales de la Société Entomologique de France, sér. 5, vol. 8, p. 154-158 (texte intégral).